# Emily Harrington
Emily Harrington (Boulder, 17 de agosto de 1986) es una deportista estadounidense que compitió en escalada. Ganó una medalla de plata en el Campeonato Mundial de Escalada de 2005, en la prueba de dificultad.

## Palmarés internacional
| Campeonato Mundial | Campeonato Mundial | Campeonato Mundial | Campeonato Mundial |
| Año                | Lugar              | Medalla            | Prueba             |
| ------------------ | ------------------ | ------------------ | ------------------ |
| 2005               | Múnich (Alemania)  | Medalla de plata   | Dificultad         |